# Сурина гора
Сурина гора — історична місцевість Житомира.        

## Розташування
Сурина гора розташована у північно-західній частині Житомира, у межах Богунського адміністративного району, в урочищі Кокоричанка. Пагорб оточений річкою Кам'янкою із заходу та річкою Кокоричанкою з півночі. На південно-західному схилі пагорба розташувався римо-католицький цвинтар.       
До історичної місцевості Суриної гори прилучаються: зі сходу та північного сходу — Каракулі; із півдня та південного заходу — Рудня та Нова Рудня.             

## Історичні відомості
Назва місцевості походить від прізвища власників місцевості, роду Суриних, одних із перших землевласників пагорба. 
Садиба Суриних розташована у східній частині пагорба, по Червоному провулкові. На території садиби зберігся житловий будинок, а також скульптура XVIII ст. Божої Матері — найдревніша з наявних пам'яток монументального мистецтва міста. Встановлена власником садиби в пам'ять про дочку, яка загинула від укусу змії.
У радянські часи більша частина земель Суриної гори була незабудованою та являла собою колгоспні землі. До кінця 1980-х років тут знаходилися хмільники Іванівського колгоспу ім. Мічурина.  
Наприкінці 1980-х — в першій половині 1990-х рр. на Суриній горі здійснювалось будівництво нового житлового масиву з проєктною назвою «Північно-Західний». Пізніше житловий масив у межах Суриної гори отримав назву «Хмільники», що пояснюється тривалим вирощуванням хмелю на даній території.